# Wiltshire-Butler-Nationalpark
Der Wiltshire-Butler-Nationalpark (englisch: Wiltshire-Butler National Park) ist ein Nationalpark im Südwesten Australiens, rund 267 Kilometer südlich von Perth, der Hauptstadt von Western Australia. Er liegt 20 Kilometer südöstlich von Nannup im Shire of Nannup und 56 Kilometer südöstlich von Margaret River.
Wie der westlich angrenzende Blackwood-River-Nationalpark wird er vom Blackwood River durchflossen. Das Gebiet wurde 2004 zum Nationalpark erklärt.

## Name
Der Name des bewaldeten Parks geht auf John Francis Witler-Butler zurück, der im Jahr 1958 bei einem Buschfeuer ums Leben kam.

## Gasfeld
Unter dem 116,45 km² großen Nationalpark wird im Süden ein Gasfeld vermutet, das aus dem Nationalparkgebiet herausgenommen werden soll, um es zu erkunden und auszubeuten.